# IROCK
 (décembre 2017).
Pour plus de détails, voir Fiche technique et Distribution.
iROCK est un web-documentaire réalisé par Lionel Brouet qui propose de déambuler dans les coulisses des Eurockéennes de Belfort. Ce documentaire interactif donne la possibilité pour l'internaute de  suivre de manière interactive une vingtaine de groupes et artistes que ce soit en loges, pendant les balances, lors d’une improvisation acoustique ou tout au long de la phase promotionnelle qui précède la montée sur scène,,,.